# عمران علیزاده
عمران علیزاده، (زاده دیماه ۱۳۱۰ شمسی، فوت ۱۴ آذر ماه ۱۳۸۸ شمسی) از علماء و محققان علوم دینی و از مدرسین دانشگاه آزاد و مفسران نهج‌البلاغه بود. از ایشان تألیفات متعددی در زمینه تاریخ اسلام، رجال و ترجمه مشهوری از نهج‌البلاغه به جا مانده است. 

## زندگی و تحصیلات
او در روستای غریب‌دوست از توابع شهرستان میانه، و در یک خانواده متدین متولد شد. پدرش مرحوم علیحسین بود، که سواد خواندن و نوشتن داشت. قرآن و گلستان را در نزد پدر و مادر و مکتب‌دار روستا، سید محمدعلی حسینی آموخت. نصاب و صرف میر و تاریخ معجم را در روستای احمدلو نزد ملا مطلب ترابی و تصریف و عوامل و انموذج و صمدیه و مقداری از سیوطی را نزد میرزا علی اشرف که از قم آمده بود، فرا گرفت. 
در سال ۱۳۲۷ شمسی جهت ادامه تحصیل به تبریز آمده و در منزل میرزا فتاح آخوندی اقامت گزیدند. هم زمان تحصیلات خود را در مدرسه حسن پادشاه آغاز نموده و بعدها به مدرسه طالبیه رفتند.

## مهاجرت به قم
او در سال ۱۳۳۵هـ ش به شهر قم عزمت نموده و در آنجا مقداری از کتاب مکاسب را از حاج سید عبدالکریم اردبیلی و استصحاب رسائل را از حاج میرزا علی مشکینی و بخشی از کشف المراد را از حاج سید حسین قاضی فرا می‌گیرد. همچنین در طیّ تحصیلات متعارف در جلسات تفسیر محمد حسن طباطبایی حاضر می‌شود. در ادامه تحصیلات در سال ۱۳۳۷ هـ ش بقیه مکاسب را از آیت الله حاج میرزا عبدالله مجتهدی و جلدین کفایه را از حاج میرزا احمد اهری فرا می‌گیرد و ......

## مسئولیت‌ها و تدریس
بعد از انقلاب اسلامی مدت یازده ماه مسئول کمیته ۲ تبریز بوده و بنابه نقل خود ایشان، بارها برای تدریس در مدارس علوم دینی و دانشگاه آزاد اسلامی دعوت شدند ولی بعد از مدت کوتاهی به صورت مؤدبانه از ادامه تحصیل بازداشته شدند.

## تالیفات
1. کعبه آمال در شرح زندگی چهارده معصوم.
2. توضیح الاسماء.
3. در مکتب علی(ع).
4. واژه نامه نهج‌البلاغه.
5. فرشته‌های زمینی در شرح خطبه همام و منافقین.
6. پیدایش اولین‌ها (دو جلد).
7. بهشت برین در ترجمه جنه‌الماوی علامه کاشف الغطاء.
8. فرهنگ اصطلاحات فقهی.
9. ارکان اربعه تشیع.
10. زینتها و آفتها، ... .
11. قیام مختار و توابین.
12. قصه‌های اسلامی و تکه‌های تاریخی.
13. مثل‌های حضرات معصومین.
14. مختصری از زندگانی رسول اکرم(ص).
15. ترجمه کامل نهج‌البلاغه.